# Comité Paralímpico Palestino
El Comité Paralímpico Palestino (en inglés: Palestinian Paralympic Committee) es el comité paralímpico nacional que representa a Palestina. Esta organización es la responsable de las actividades deportivas paralímpicas en el país y representa a Palestina en el Comité Paralímpico Internacional.
En 2010, el Comité Paralímpico Palestino y la agencia de ayuda Mercy Corps empezaron un programa de dos años, con fondos de la Unión Europea. El programa contaba con 533 000 euros para apoyar a jóvenes palestinos con discapacidad, y quería seguir la línea seguida por grupo de trabajo por el deporte para el desarrollo y la paz de las Naciones Unidas.